# 니우아포오우판

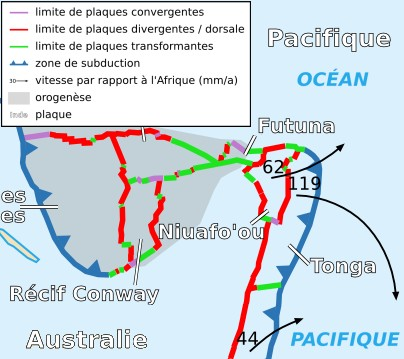
니우아포오우판

니우아포오우판(Niuafoʻou)은 통가 서쪽의 작은 판이다. 북쪽은 태평양 판, 동쪽은 통가 판, 서쪽은 오스트레일리아 판과 접한다. 판의 경계 대부분은 수렴 경계로 이루어져 있다. 이 판에는 활성 단층이 많아 지진이 자주 발생한다. 활화산인 니우아포오우섬이 위치한다.

## 참고
- Bird, P. (2003). “An updated digital model of plate boundaries”. 《Geochemistry, Geophysics, Geosystems》 4 (3): 1027. doi:10.1029/2001GC000252.